# Afrodíti Frydá
Afrodíti Frydá ou Afroditi Frida (grec moderne : Αφροδίτη Φρυδά), née en 1964 à Athènes, est une chanteuse grecque. Elle est la représentante de la Grèce au Concours Eurovision de la chanson 1988 avec la chanson Clown.

## Biographie
Elle étudie la musique pendant huit ans au Conservatoire national d'Athènes et commence sa carrière en 1984. Cette année-là, elle fait partie des 10 finalistes qui concourent pour représenter la Grèce au Concours Eurovision de la chanson. Sa chanson, Donald Duck, ne gagne pas. Frydá revient en 1988. Elle chante Clown, une chanson pop moderne accompagnée de trois danseurs. Le jury grec déclare qu'aucune des chansons n'est assez bonne pour représenter le pays dans le concours, mais finalement retient Clown.
La délégation grecque se rend à Dublin sans grand espoir. Frydá semble nerveuse, les danseurs hors du rythme et une femme clown et danseuse qui apparaît sur scène suscite la consternation. La chanson obtient 10 points et est 17e des vingt-et-un participants, seules la Turquie et la France votant pour elle.
En 1989, Frydá sort son premier album et en 1995 commence à travailler avec Xenia Dikaiou et Nancy Kanélli, la sœur de la célèbre journaliste et membre du parlement grec, Liána Kanélli. Kanélli écrit trois chansons pour Frydá.
Tout au long de sa carrière, Frydá travaille avec de nombreux chanteurs grecs célèbres, notamment Marinella, Háris Alexíou, et maintenant elle fait des apparitions sur de petites scènes musicales autour d'Athènes.

## Discographie
- 1989 : Μικρή Μεγάλη Αγάπη
- 1992 : Να Προσέχεις
- 1995 : Την Ώρα που Κοιμούνται τα Θηρία
- 2006 : Ασημένια Δάκρυα

### Source de la traduction
- (el) Cet article est partiellement ou en totalité issu de l’article de Wikipédia en grec moderne intitulé « Αφροδίτη Φρυδά » (voir la liste des auteurs).